# Vetreria (chimica)

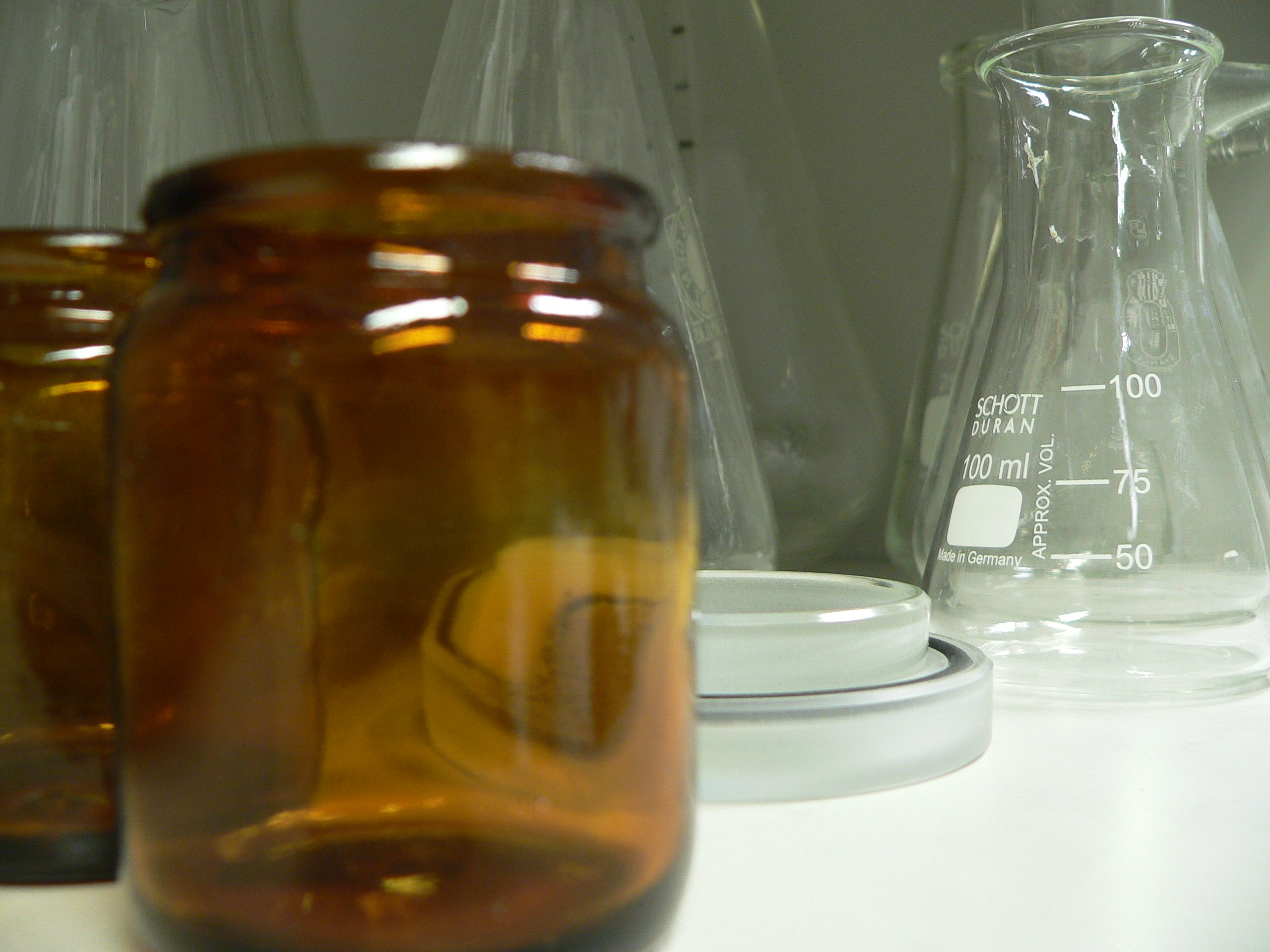
La vetreria da laboratorio può essere di colore bruno come il contenitore in primo piano, o incolore come gli oggetti sullo sfondo

Col termine vetreria o vetreria da laboratorio si intende una serie di oggetti e apparecchiature, tradizionalmente fatte di vetro, usate per esperimenti e altri lavori scientifici, soprattutto nei laboratori di chimica e di biologia. Oggigiorno alcune apparecchiature sono fatte con materie plastiche per motivi di costo, robustezza e praticità, ma il vetro è ancora usato in molte applicazioni perché è relativamente inerte, 
trasparente, più resistente della plastica al calore e relativamente facile da lavorare nella forma richiesta. Comunemente si usa vetro borosilicato, noto anche col nome commerciale Pyrex, perché è più resistente a stress termico rispetto al vetro comune. Meno comune è l'uso di quarzo fuso, che è capace di resistere a temperature più elevate ed è più trasparente nell'ultravioletto e nell'infrarosso. In alcune apparecchiature, specie recipienti, si usa vetro di colore bruno per proteggere il contenuto dall'effetto della luce esterna. In casi particolari bisogna usare materiali specifici; ad esempio contenitori per acido fluoridrico devono essere fatti di polietilene, perché questo acido corrode il vetro. Questo articolo illustra alcuni aspetti generali della vetreria da laboratorio, e si applica a molti tipi di attrezzature.

## Applicazioni
Ci sono molti tipi diversi di vetreria da laboratorio, per la maggior parte trattati in articoli specifici; vedi la lista seguente. Questa vetreria si applica per un gran varietà di utilizzi, come ad esempio compiere misure di volumetria o spettroscopia, per contenere o immagazzinare campioni o prodotti chimici, per miscelare o preparare soluzioni o altre miscele, per riscaldare, bruciare, raffreddare, distillare, effettuare separazioni come la cromatografia, per condurre sintesi, far crescere organismi biologici, per produrre un vuoto totale o parziale. Nell'uso, la vetreria di laboratorio è spesso tenuta in posizione con apposite pinze, a loro volta attaccate a sostegni o griglie.

## Produzione
Oggi la maggior parte della vetreria di laboratorio è prodotta in serie, ma in molti grossi laboratori esistono soffiatori scientifici specializzati per costruire pezzi particolari con forma e dimensioni controllate. Il soffiatore oltre a riparare vetreria costosa e difficile da rimpiazzare, sa fondere assieme più pezzi di vetro disponibili separatamente come giunti, tubi, rubinetti, pezzi intermedi, e altra vetreria, formando oggetti complessi come linee da vuoto, palloni di reazione speciali, ecc.

## Lubrificazione e tenuta
In genere si applica uno strato sottile di grasso sulle superfici di vetro smerigliato da collegare, prima di unire due pezzi di vetreria. Il grasso serve a garantire una buona tenuta e a evitare il grippaggio della giunzione, in modo che le parti possano essere smontate facilmente. Al posto del grasso si possono usare guaine di PTFE (Teflon) e anelli di tenuta di PTFE.

## Giunti per vetreria

### Giunti di vetro smerigliato
Con giunti di vetro smerigliato è possibile montare e smontare rapidamente complesse apparecchiature usate in laboratori chimici per operazioni come distillazione e riflusso. In queste apparecchiature i vari componenti di vetreria sono montati in modo non permanente, formando un sistema a tenuta. Nel passato, assemblaggio e tenuta era realizzato con tappi di gomma (o anche di sughero) che venivano forati per inserirvi tubi di vetro o parti terminali di altre parti di vetreria. Tuttavia sia la gomma che il sughero non sono chimicamente inerti e resistenti al calore come il vetro, e si degradano col tempo. Per quanto riguarda gli attuali giunti di vetro smerigliato, ne esistono due tipi usati comunemente: i giunti conici e quelli a sfera.

#### Giunti conici
I giunti conici consistono di una parte maschio e una femmina con conicità normalizzata 1:10. Questo significa che il diametro del cono aumenta (o diminuisce) di una unità ogni 10 unità di lunghezza. A parte i tappi terminali, la maggior parte dei giunti conici sono cavi per permettere il passaggio di liquidi o gas. Ad esempio si può connettere un pallone, un condensatore di Liebig e un gorgogliatore per scaldare a riflusso una miscela di reazione.

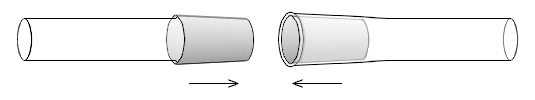
Giunti conici di vetro smerigliato. A sinistra è mostrata la parte interna (maschio) e a destra quella esterna (femmina). Le superfici smerigliate sono evidenziate in grigio. Per realizzare la connessione i due pezzi sono avvicinati come indicato dalle frecce, in genere dopo aver applicato un po' di grasso alle superfici smerigliate.

#### Giunti a sfera
In questo caso le parti terminali maschio e femmina hanno una superficie smerigliata sferica, forata in modo da permettere il passaggio di liquidi o gas. I giunti a sfera si usano quando è necessario assicurare un certo gioco alla giunzione, come ad esempio nel connettere una trappola fredda ad una linea da vuoto o ad una linea Schlenk.

Giunti sferici maschio (a sinistra) e femmina (a destra). Le superfici smerigliate sono evidenziate in grigio. Per realizzare la connessione i due pezzi sono avvicinati come indicato dalle frecce, in genere dopo aver applicato un po' di grasso alle superfici smerigliate.

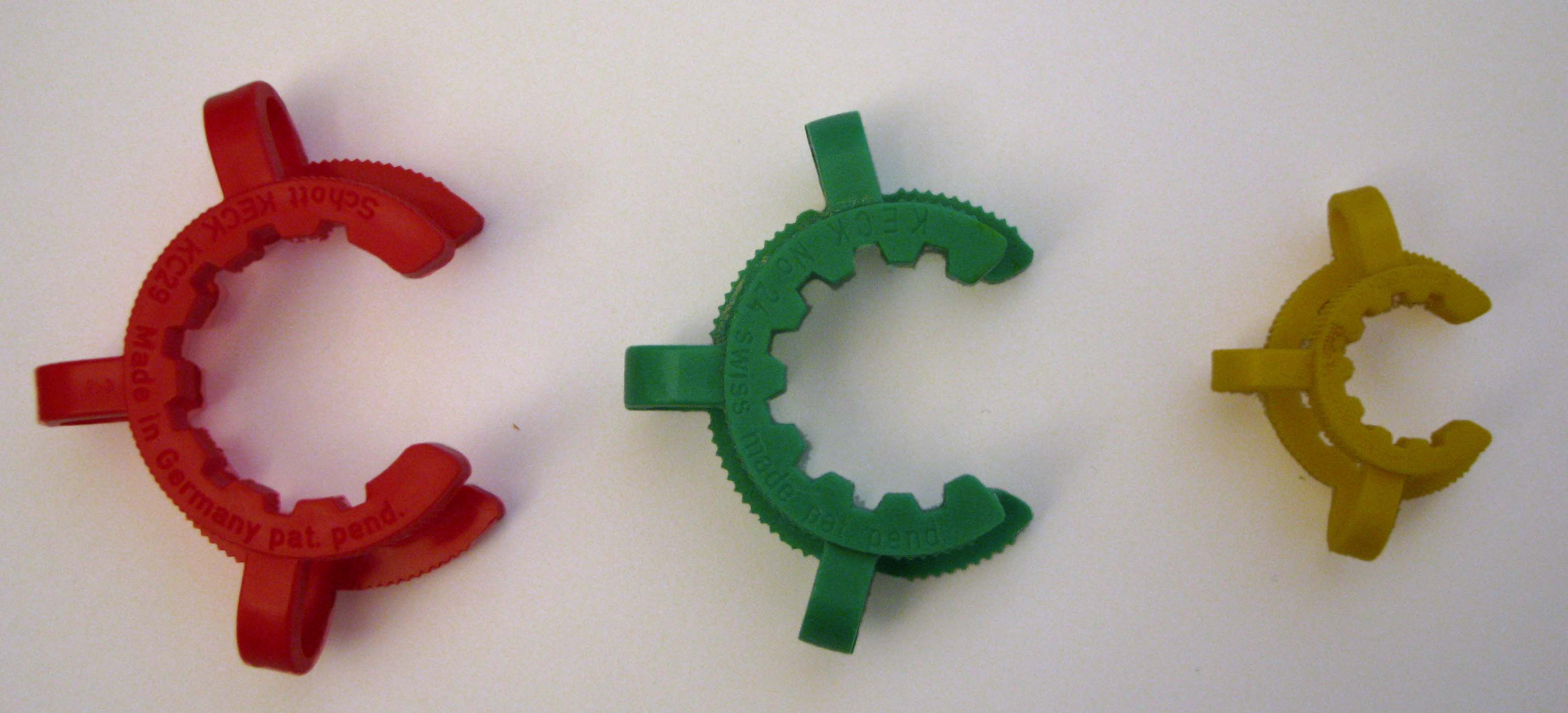
Pinze Keck per unire giunti sferici o conici. Le tre misure sono: rosso (29), verde (24), giallo (14)

Sia nel caso dei giunti conici che di quelli sferici, l'unione diretta è possibile solo se maschio e femmina hanno le stesse dimensioni. Per unire pezzi di dimensioni differenti esistono (o vengono fabbricati) adattatori smerigliati da interporre ai pezzi da collegare. Per assicurarsi che i pezzi restino connessi si possono usare morsetti o pinze particolari, conosciute come pinze Keck. 

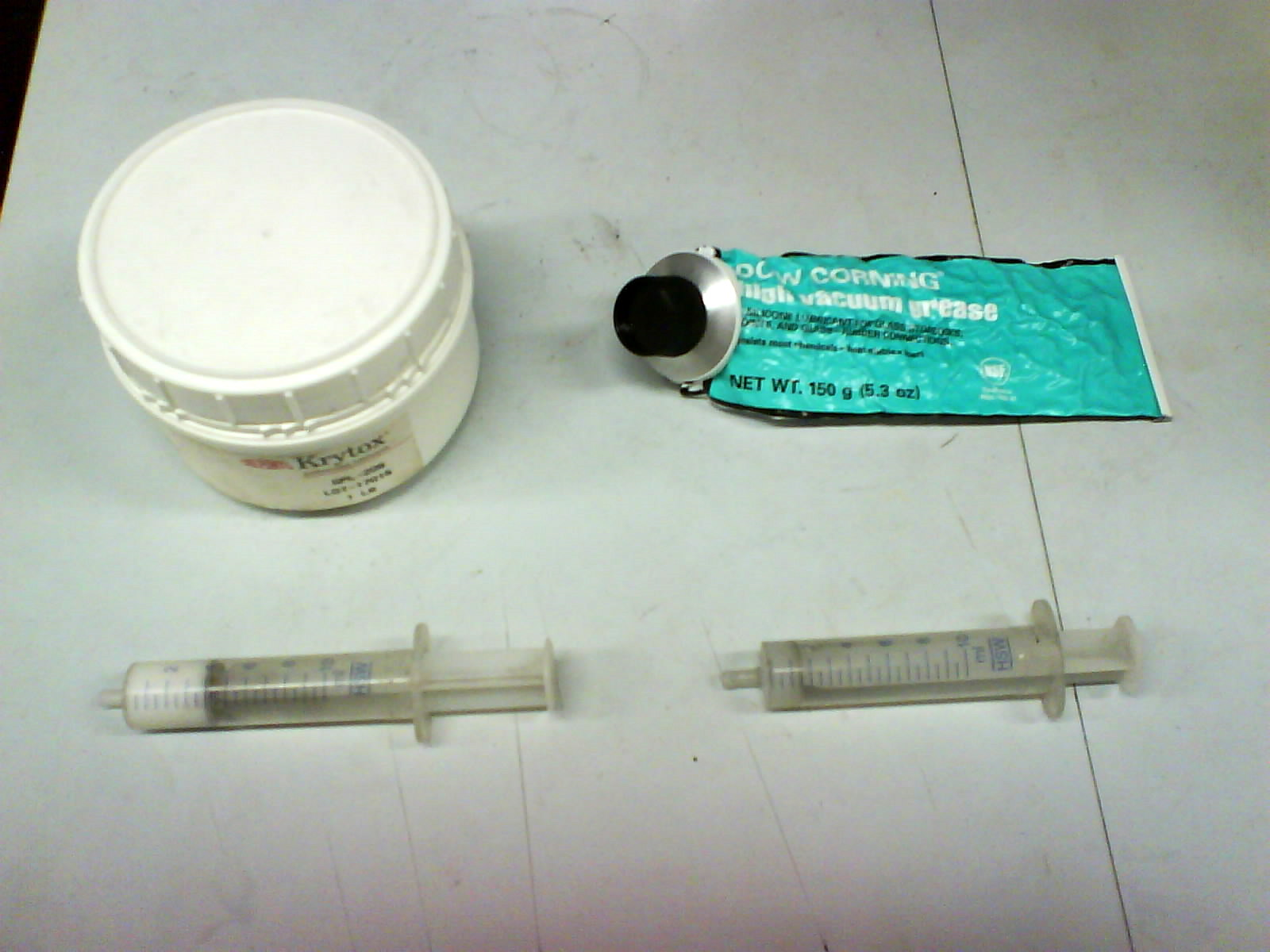
Per lubrificare giunti e rubinetti di vetro si usa
grasso. In alcuni laboratori il grasso è applicato con siringhe. I due esempi mostrano Kritox, un grasso a base di fluoroeteri (a sinistra), e un grasso al silicone per alto vuoto della Dow Corning (a destra).

### Giunti O-ring
In alcuni casi la tenuta tra due giunti di vetro è realizzata tramite O-ring. Questo giunto è più simmetrico, nel senso che le due parti da unire sono identiche: l'estremità è più spessa e ha una scanalatura circolare dove va ad inserirsi un o-ring di elastomero. Le dimensioni dei giunti o-ring si basano sul diametro interno del giunto, e sono espresse in millimetri. Le due parti possono separarsi facilmente, e sono tenute assieme da pinze o morsetti. L'elastomero che costituisce l'o-ring è poco resistente ad alte temperature, e in tali casi sono preferibili altri tipi di giunto usando grasso adatto alle alte temperature. 

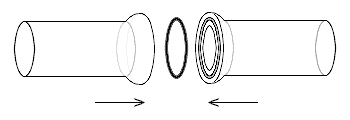
Giunti O-ring. L'unione è realizzata avvicinando le due parti come indicato dalle frecce, inserendo un o-ring di adatte dimensioni nella scanalatura dei due giunti (la scanalatura non è mostrata nel giunto di sinistra per semplicità).

### Attacchi filettati
Alle estremità tubolari di pezzi di vetro possono essere usati attacchi filettati a spirale. Queste filettature su vetro possono essere all'interno o all'esterno della parte tubolare. Nell'uso la parte filettata in vetro è connessa a vite con un pezzo di materiale filettato non vetroso, tipo plastica. Ad esempio, bottiglie e vials (piccoli contenitori portacampioni) di vetro hanno una filettatura esterna sul collo, dove si può avvitare un tappo. Bottiglie e barattoli usati per vendere, trasportare e immagazzinare prodotti chimici hanno in genere aperture filettate chiuse avvitandovi tappi o coperchi di materiale non vetroso.

### Giunti di accoppiamento vetro-metallo
A volte può essere necessario fondere un pezzo di vetreria con un pezzo di metallo. In tal caso bisogna usare un giunto di accoppiamento vetro-metallo. La maggior parte del vetro usato in laboratorio non ha lo stesso coefficiente di dilatazione termica del metallo, e quindi la fusione di vetro comune con metallo finisce col provocare la rottura del vetro. Questi giunti speciali di accoppiamento sono realizzati interponendo tra il metallo e il vetro comune varie piccole sezioni di tipi speciali di vetro, con coefficiente di dilatazione termica via via differente.

### Attacchi per tubi flessibili
Certi tipi di vetreria da laboratorio, come ad esempio beute da vuoto e refrigeranti, possono avere dei tubi di vetro sporgenti con creste circolari attorno all'estremità. Queste appendici fungono da portagomma per inserire tubi di gomma o plastica che permettono di collegare questa vetreria ad un altro sistema come una linea da vuoto, una presa d'acqua, o uno scarico. Per evitare il distacco del tubo flessibile dal portagomma esistono vari tipi di fascette o morsetti.

## Valvole e rubinetti per vetreria

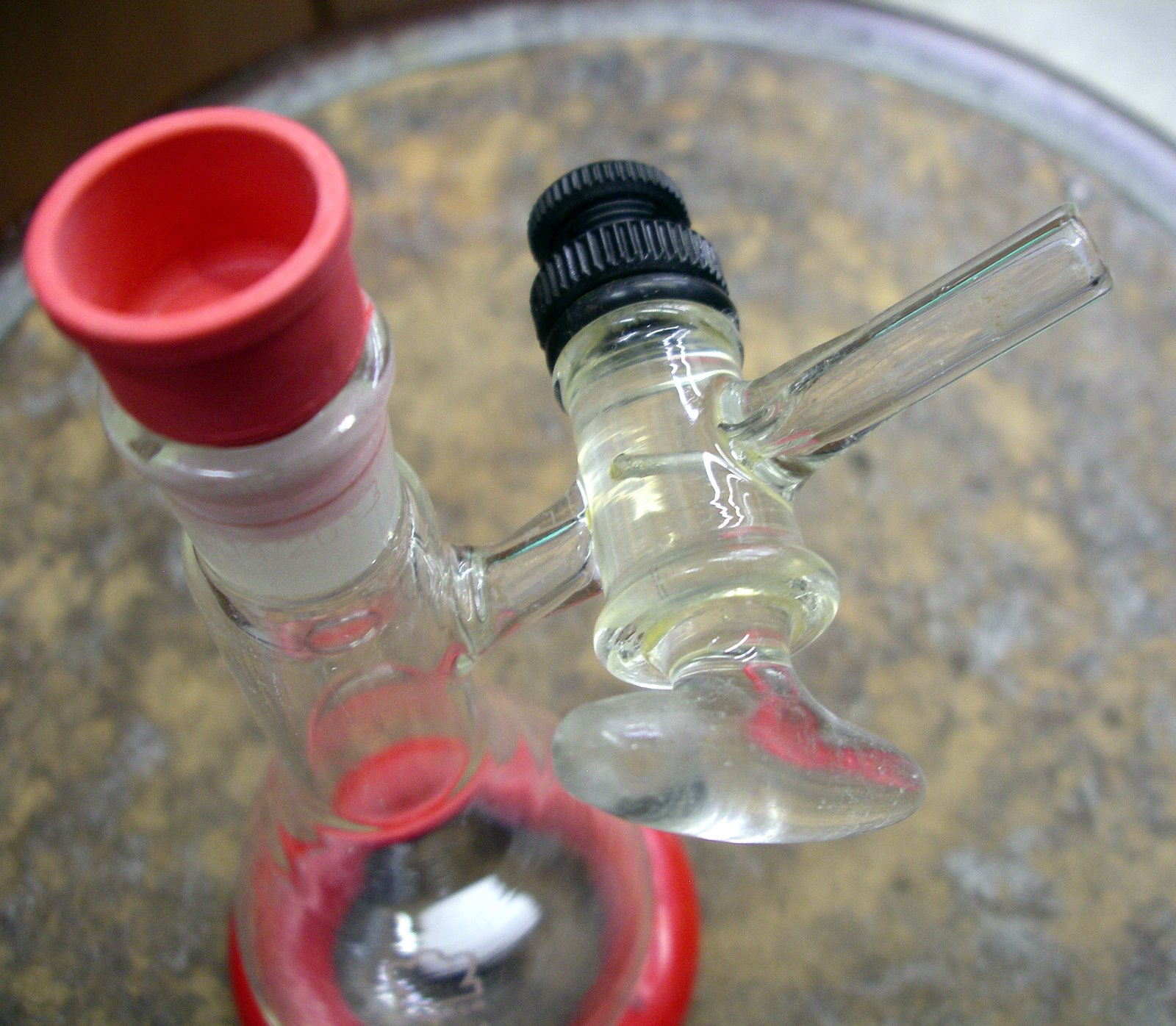
Un comune rubinetto d'arresto in vetro a foro dritto tenuto in posizione con un fissaggio in plastica. Questo rubinetto è sul braccio laterale di un matraccio Schlenk.

La descrizione di questi oggetti è complicata dal fatto che ogni fabbricante utilizza una nomenclatura propria. Ad ogni modo, esistono principalmente due sistemi di chiusura/apertura nella vetreria da laboratorio, che si possono genericamente indicare come rubinetti d'arresto e valvole con maschio filettato, e vengono descritti in dettaglio nei paragrafi successivi.

### Rubinetti d'arresto
Questi rubinetti sono usati comunemente su vetreria da laboratorio come burette, imbuti separatori, matracci Schlenk, e colonne cromatografiche. Il rubinetto è una spina conica con impugnatura, inserita nel corrispondente giunto femmina di vetro smerigliato. Il giunto femmina non si muove, e collega due o più tubi di vetro. Il rubinetto è perforato con canali; ruotando opportunamente il rubinetto è possibile mettere in comunicazione o meno i tubi attaccati al giunto femmina. La maggior parte dei rubinetti hanno fori lineari. Il rubinetto è tenuto in posizione nel giunto femmina con molle metalliche, fissaggi di plastica, sistemi con dado e rondella, e in alcuni casi utilizzando il vuoto. I rubinetti di solito sono fatti di vetro smerigliato o di materiale plastico inerte come il PTFE. I rubinetti di vetro smerigliato sono ingrassati per fornire una perfetta tenuta e prevenire il grippaggio del vetro. I rubinetti di plastica sono al più leggermente oliati. I rubinetti sono venduti singoli, con una certa lunghezza di tubo di vetro per permettere al soffiatore di connetterli all'apparecchiatura specifica nel punto di utilizzo. Questo è molto comune nella costruzione di grosse linee per alto vuoto. Altri esempi di rubinetti sono mostrati nella galleria. Esistono comunque molte varianti sia nel tipo di fori che nel montaggio di questo tipo di giunti.

### Valvole con maschio filettato

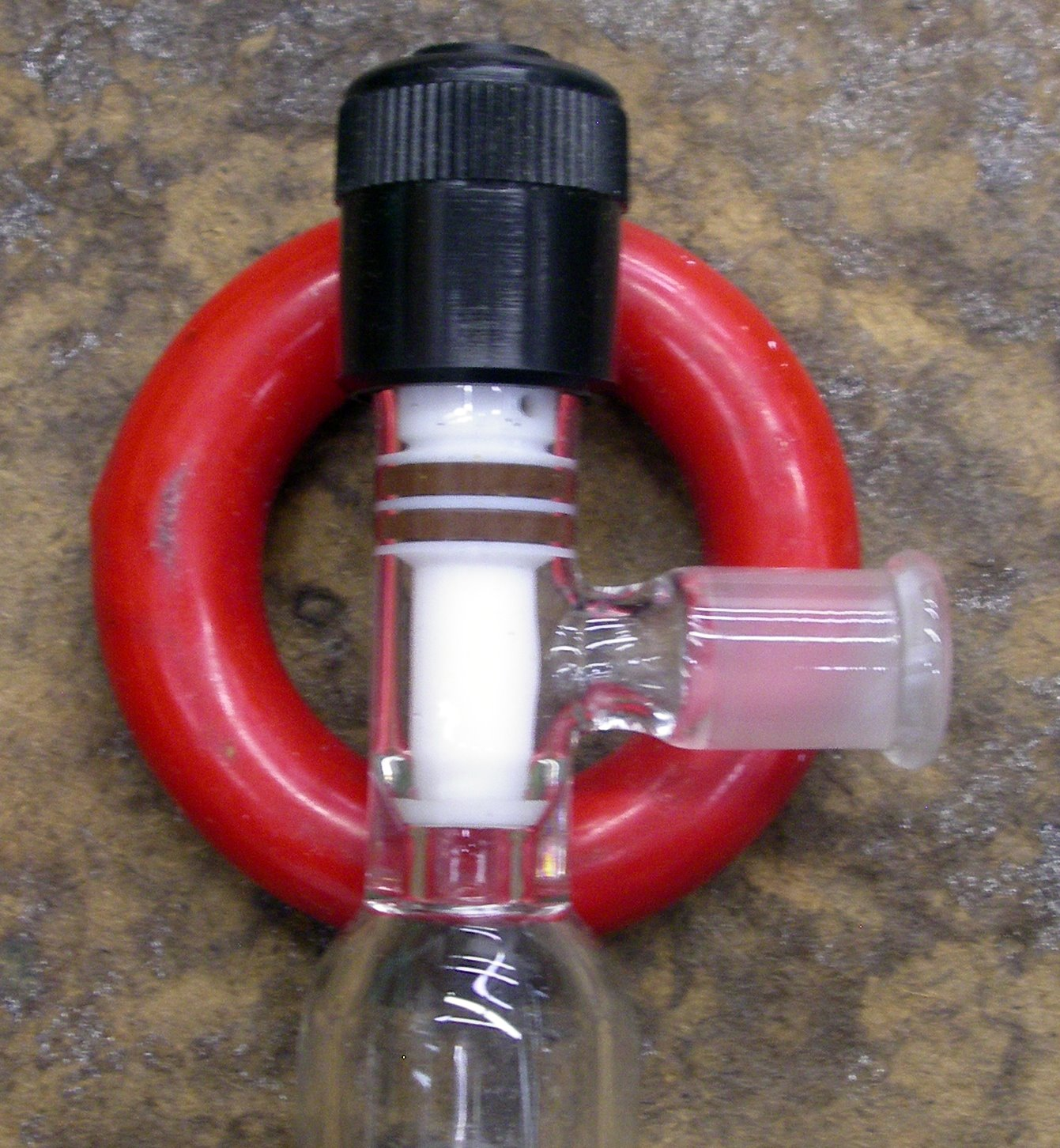
Una tipica valvola con maschio filettato, con doppio o-ring di tenuta superiore e tenuta inferiore tra PTFE e vetro.

Le valvole con maschio filettato si usano comunemente nel trattare sostanze sensibili all'aria, o quando il recipiente deve essere completamente chiuso. La costruzione di una valvola con maschio filettato prevede uno spinotto con una testa filettata che corrisponda alla filettatura della parte femmina della valvola. Avvitando parzialmente lo spinotto fanno dapprima presa uno o più o-ring di gomma o plastica, posti alla base dello spinotto, che sigillano dall'atmosfera esterna. Avvitando completamente la valvola, la punta dello spinotto va a corrispondere con uno smusso conico del vetro che fornisce una seconda chiusura. Questa chiusura separa la zona oltre lo smusso da quella verso gli o-ring.
Con spinotti pieni girando la valvola si controlla l'accesso alla zona oltre lo smusso. In alcuni casi può essere conveniente rimuovere completamente la valvola per dare libero accesso alla zona oltre lo smusso. Gli spinotti sono di solito di materiale plastico inerte tipo PTFE, e sono connessi ad un cappuccio filettato in modo che si possa girare il cappuccio senza che giri lo spinotto. Il contatto con lo smusso conico può essere diretto, o comprendere anche un o-ring montato sul terminale dello spinotto. In alcuni tipi lo spinotto è di vetro; in tali casi la chiusura è sempre tramite o-ring.

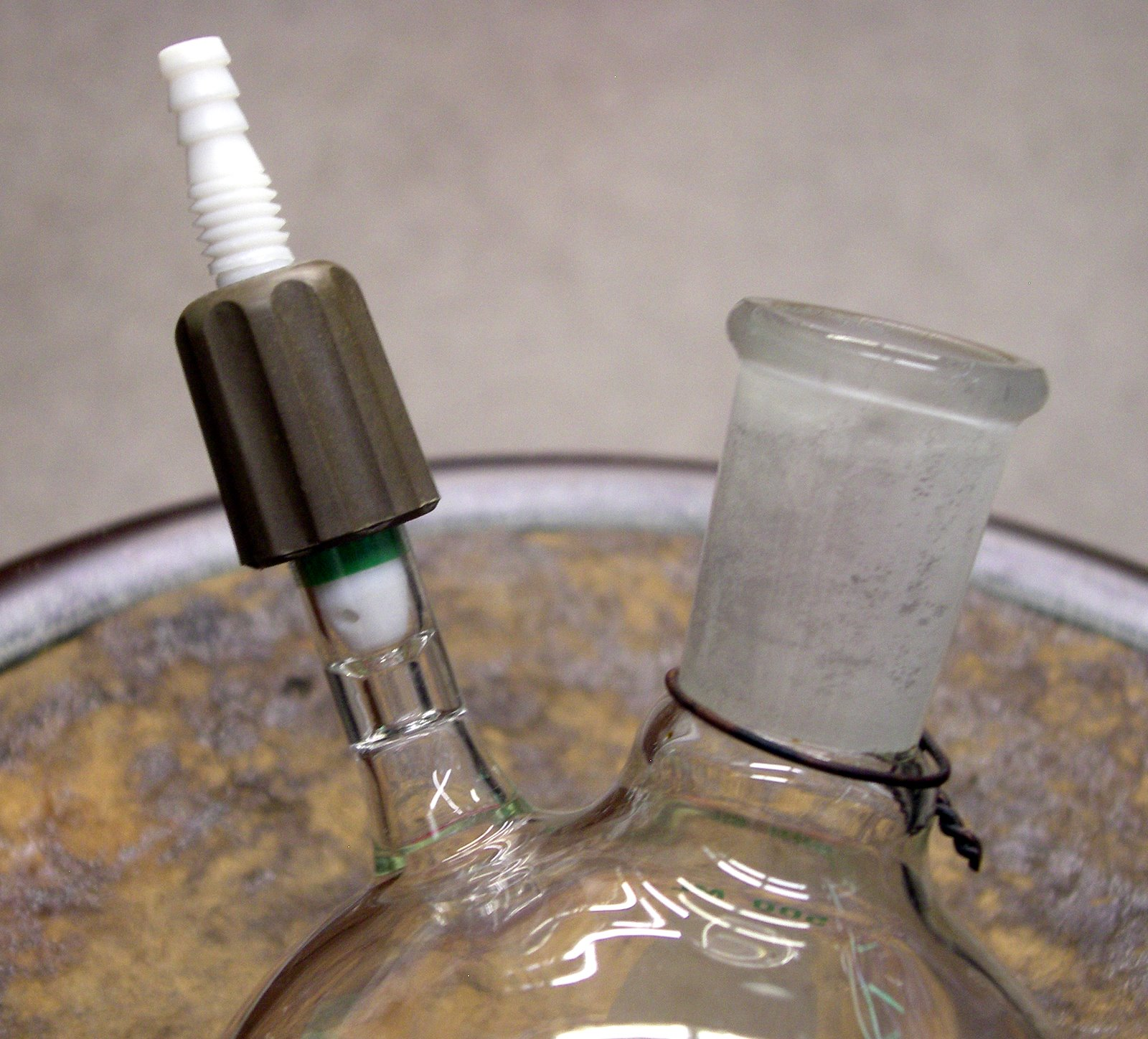
Una valvola con maschio filettato e foro a T usata sul braccio laterale di un pallone Schlenk.

 Gli spinotti non sono sempre pieni; a volte sono forati con una sagoma a T. In questi sistemi lo spinotto si prolunga oltre il cappuccio filettato ed è dotato di portagomma per permettere il collegamento a tenuta con tubi di vetro o flessibili. Lo spinotto è forato lungo l'asse a partire dall'estremità "esterna" col portagomma fino in prossimità del terminale smussato di tenuta, dove c'è una giunzione a T. Quando lo spinotto è completamente avvitato, la valvola è chiusa e la parte sotto lo smusso è isolata dall'asse dello spinotto e dai fori che fuoriescono dall'asse. Svitando lo spinotto la valvola si apre e le due parti comunicano. Queste valvole sono usate anche come alternativa senza grasso al posto dei rubinetti diritti comunemente usati nei recipienti Schlenk. Essendo molto simmetriche e poco ingombranti queste valvole sono diventate comuni per chiudere tubi per NMR. Questi tubi NMR possono essere riscaldati senza perdita di solvente grazie alla valvola a tenuta di gas. I tubi NMR con valvole forate a T sono comunemente noti come tubi NMR con valvola di J. Young, dal nome della ditta che fabbrica queste valvole. Immagini di questi tubi NMR con valvole di J. Young si trovano nella galleria.

## Vetro sinterizzato

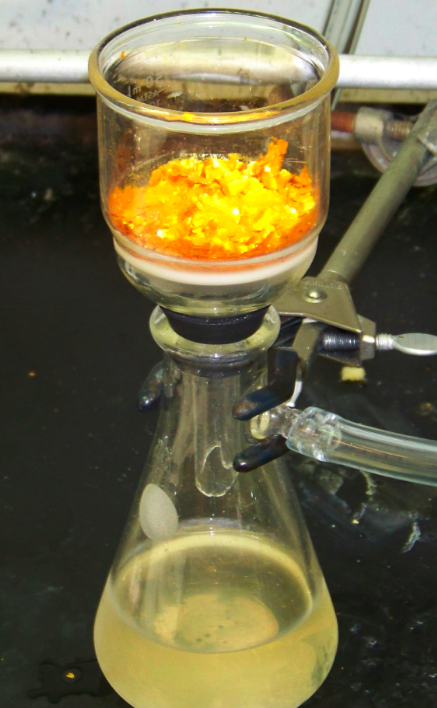
Un filtro Büchner con setto poroso di vetro sinterizzato

Il vetro sinterizzato è un vetro con pori molto fini che possono essere attraversati da gas e liquidi. Viene prodotto per sinterizzazione di particelle di vetro, formando un oggetto solido ma poroso. Nella vetreria di laboratorio si trova in filtri di vetro sinterizzato, gorgogliatori o aeratori. Altre applicazioni comprendono i riempimenti delle colonne cromatografiche e letti di resina per sintesi chimiche particolari. I filtri a setto poroso contengono un disco di vetro sinterizzato usato per filtrare particelle solide, precipitati, o residui da un liquido, in modo simile alla carta da filtro. Il liquido può attraversare i pori del vetro sinterizzato, mentre le particelle solide non possono passare. Filtri a setto poroso sono spesso inseriti in vari tipi di vetreria di laboratorio.

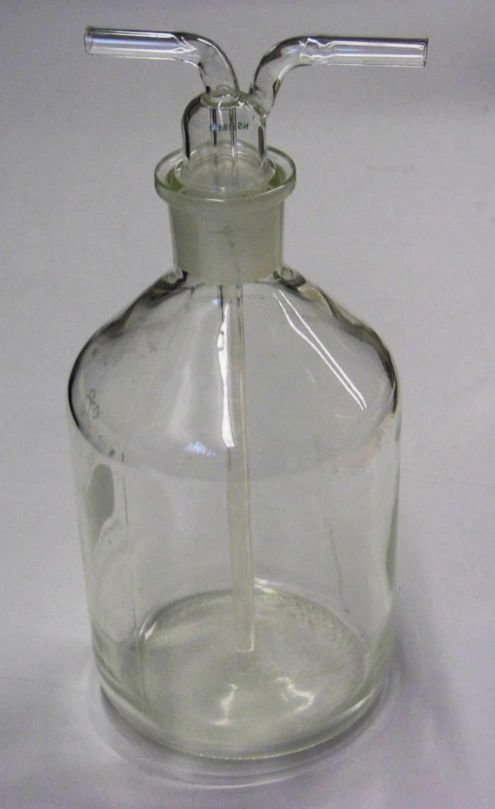
Bottiglia di lavaggio per gas

Gorgogliatori, aeratori e bottiglie di lavaggio per gas sono attrezzature di laboratorio simili, e possono usare un pezzo di vetro sinterizzato in fondo al tubo di ingresso del gas. Questo terminale con vetro sinterizzato è inserito all'interno del recipiente facendo in modo che nell'uso rimanga immerso nel liquido. Per massimizzare la superficie di contatto gas/liquido si soffia lentamente gas nel recipiente attraverso il terminale di vetro sinterizzato, che serve a suddividere il gas formando bollicine piccolissime. Un tipo di utilizzo di queste apparecchiature è per saturare il liquido col gas, allontanando un altro gas. Altrimenti, si possono utilizzare per ripulire il gas usato: in tal caso il liquido serve per assorbire le componenti gassose indesiderate.

## Pulizia della vetreria di laboratorio
Ci sono molti metodi per pulire la vetreria di laboratorio. In genere, i vari metodi sono provati in questo ordine:
- La vetreria è immersa in una soluzione detergente per rimuovere il grasso e ammorbidire la maggior parte delle sostanze contaminanti
- I contaminanti più grossolani e grosse particelle si rimuovono meccanicamente, sfregando con uno spazzolino o con una paglietta
  - In alternativa, i primi due passi possono essere combinati sonicando la vetreria immersa in una soluzione detergente calda
- Si sciacqua la vetreria con solventi noti per sciogliere i contaminanti e si rimuovono le ultime tracce

Se la vetreria è ancora sporca, occorrono metodi più drastici. Ad esempio, si immerge la vetreria in una soluzione alcolica satura di idrossido di sodio o idrossido di potassio ("bagno basico"), e poi in una soluzione diluita di acido cloridrico ("bagno acido") per neutralizzare l'eccesso di base. L'idrossido di sodio pulisce il vetro sciogliendo uno strato sottile di silice, formando silicati solubili. Esistono metodi più aggressivi, generalmente considerati pericolosi per usi quotidiani perché utilizzano composti tossici, corrosivi, e possono provocare esplosioni. Questi metodi comprendono l'acqua regia (per rimuovere metalli dai filtri a setto poroso), la soluzione piranha e la miscela cromica (per rimuovere materiale organico), e l'acido fluoridrico.

## Galleria d'immagini

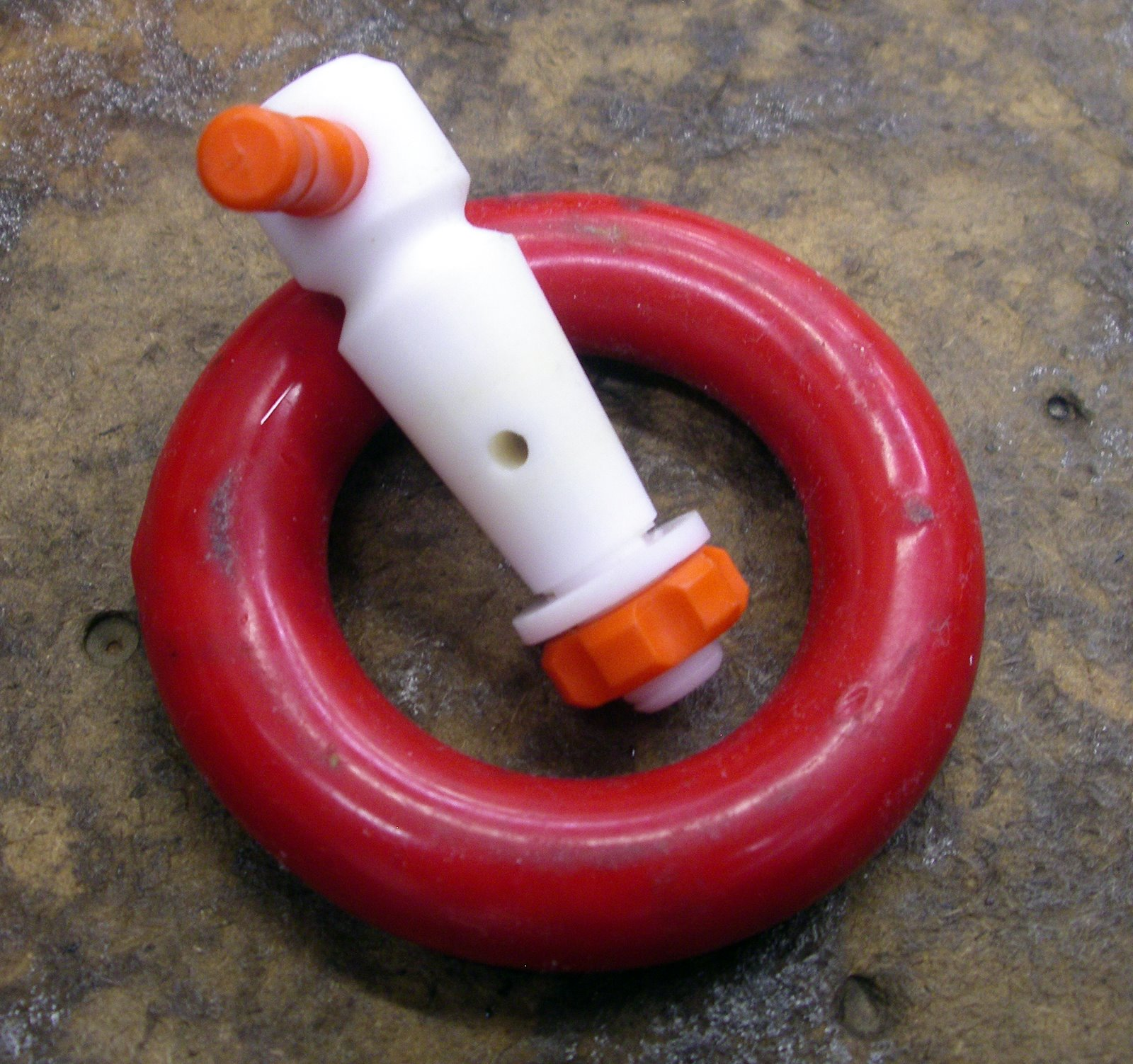
Un rubinetto d'arresto a foro dritto in plastica, estratto dal giunto femmina. Notare il sistema rondella/dado per fissarlo al giunto femmina.
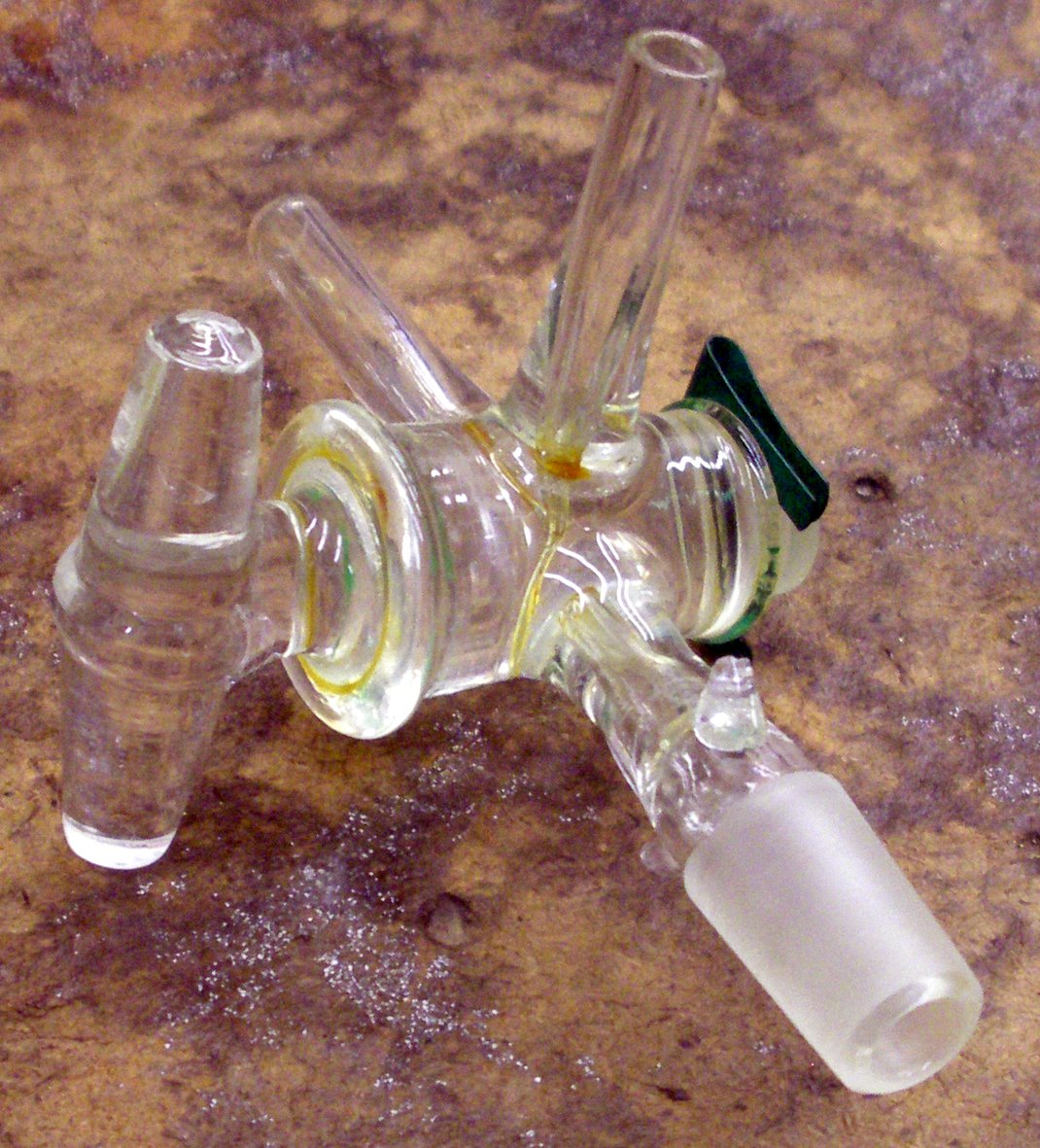
Un rubinetto d'arresto a tre vie, con foro a T in vetro. Due delle uscite sono semplici attacchi per tubi flessibili, mentre la terza è un giunto conico smerigliato 14/20.
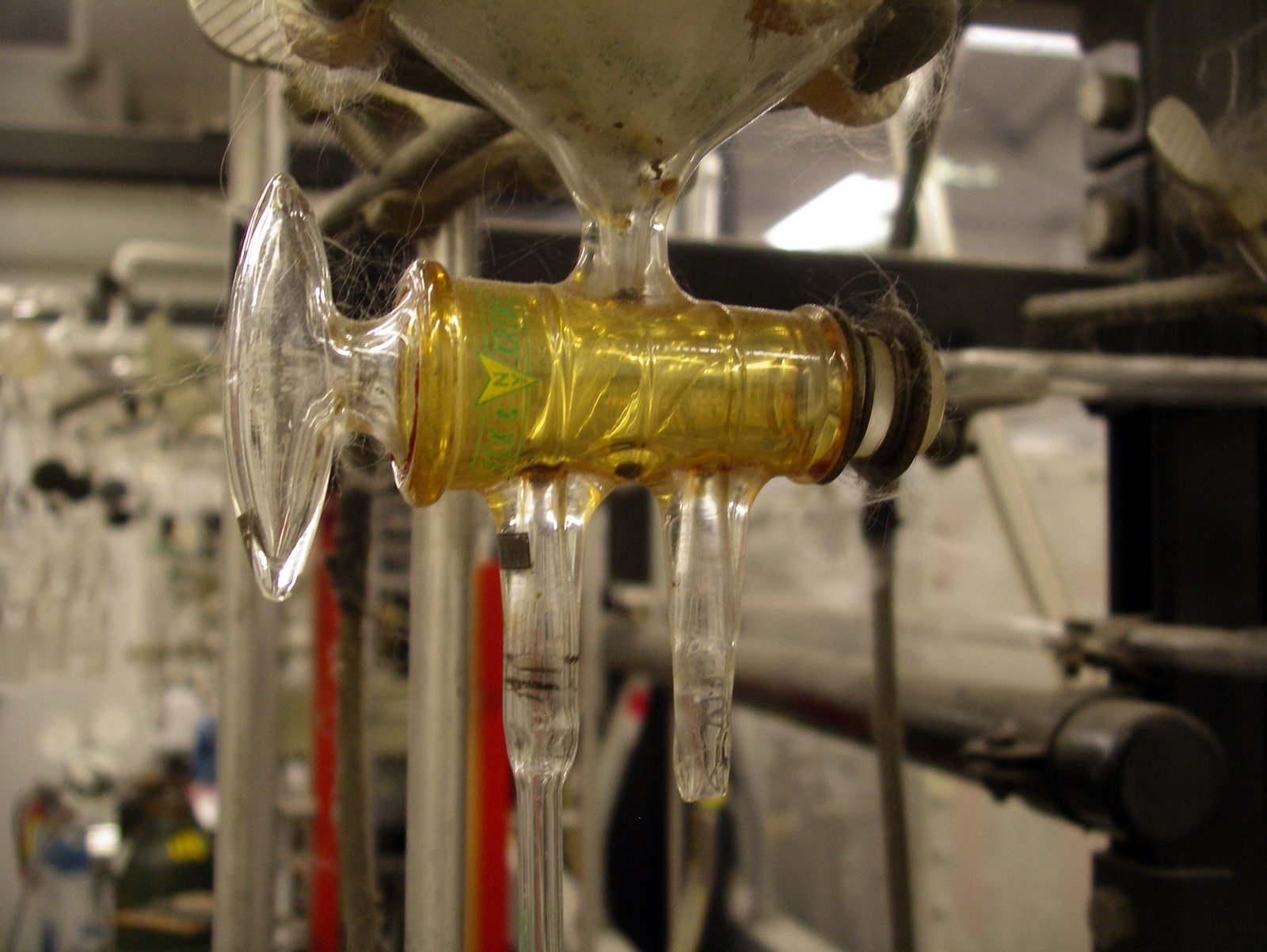
Un rubinetto a tre vie in vetro con doppio foro obliquo.
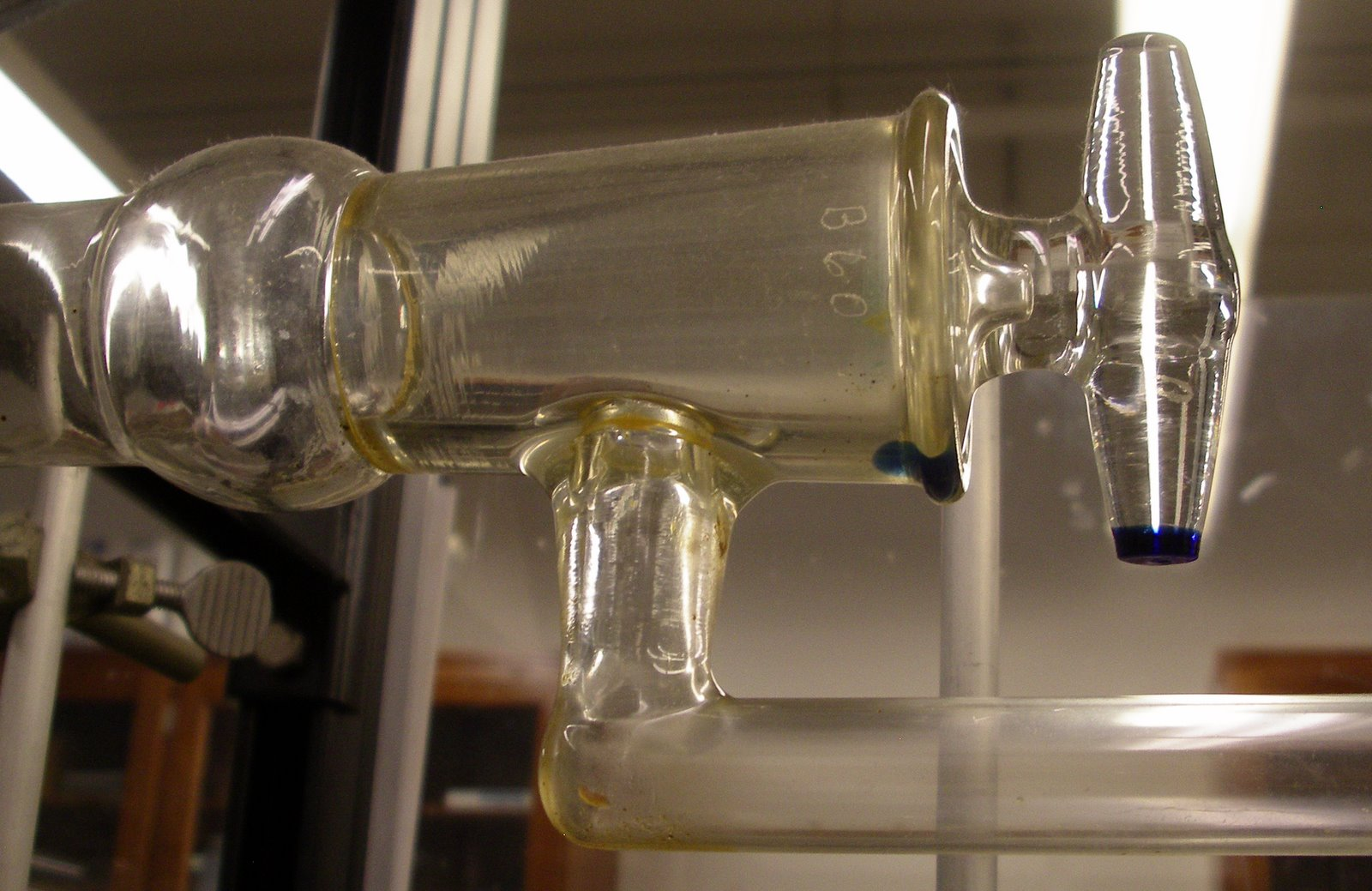
Un rubinetto cavo a foro singolo tenuto in posizione dal vuoto.
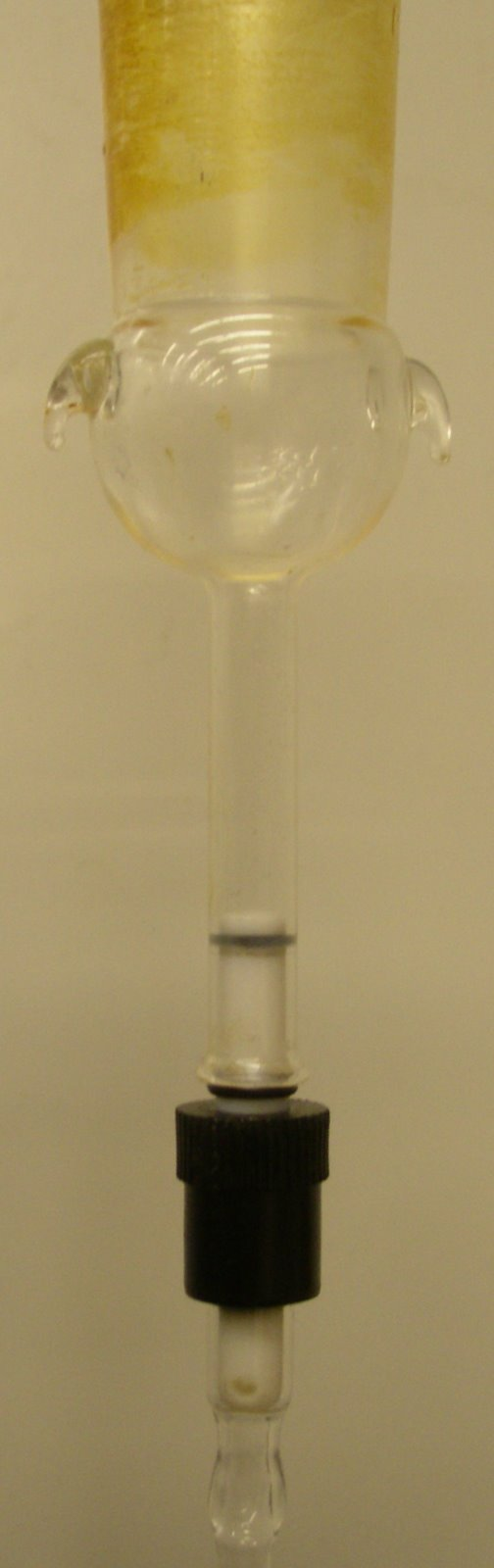
Un tubo NMR con valvola J. Young attaccata ad un giunto femmina 24/40 già ingrassato. Notare il foro originato dalla perforazione a T in basso sul lato dello spinotto di PTFE.
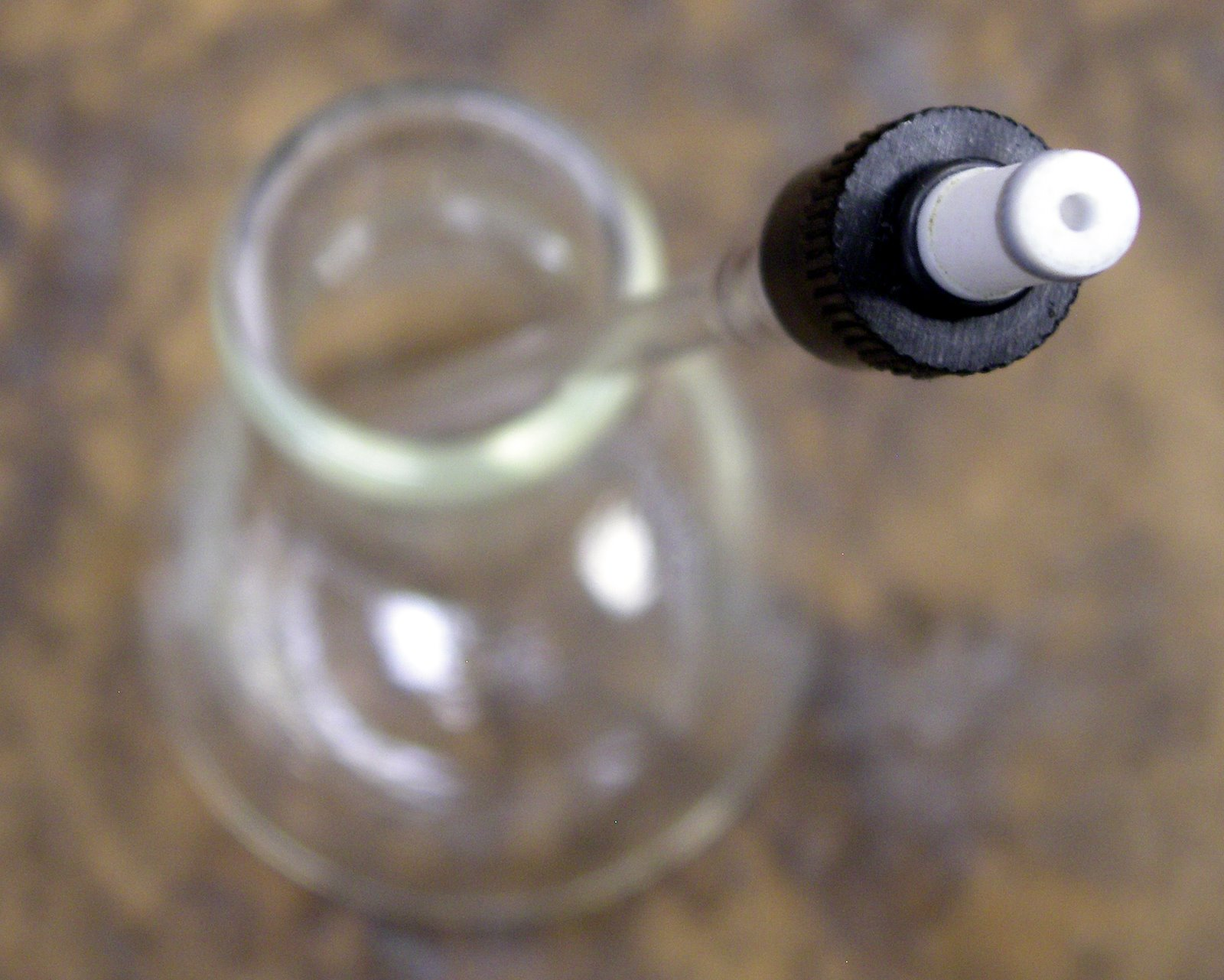
Un tubo NMR con valvola J. Young visto dall'alto. Si noti il foro centrale che porta alla giunzione a T.